# On the Border
On the Border är ett musikalbum från 1974 med den amerikanska rockgruppen Eagles. 
Bandet bytte producent under inspelningen av albumet, från Glyn Johns, som även hade producerat deras två tidigare album, till Bill Szymczyk. Bandet, och i synnerhet Don Henley och Glenn Frey, ville spela en hårdare rock medan Glyn Johns ville att de skulle hålla kvar vid den lite mjukare countryrocken från de tidigare skivorna. I samma veva värvades även gitarristen Don Felder till bandet.
Med singeln "Best of My Love" fick gruppen sin första etta på Billboards singellista. Även "Already Gone" och "James Dean" släpptes som singlar.

## Låtlista
Sida 1
1. "Already Gone" (Jack Tempchin, Robb Strandlund) – 4:13
2. "You Never Cry Like a Lover" (J.D. Souther, Don Henley) – 4:02
3. "Midnight Flyer" (Paul Craft) – 3:58
4. "My Man" (Bernie Leadon) – 3:30
5. "On the Border" (Henley, Leadon, Glenn Frey) – 4:28

Sida 2
1. "James Dean" (Jackson Browne, Glenn Frey, J.D. Souther, Don Henley) – 3:36
2. "Ol' 55" (Tom Waits) – 4:22
3. "Is It True?" (Randy Meisner) – 3:14
4. "Good Day in Hell" (Don Henley, Glenn Frey) – 4:27
5. "Best of My Love" (Don Henley, Glenn Frey, J.D. Souther) – 4:35

## Medverkande
- Glenn Frey – gitarr, piano, sång
- Don Henley – trummor, sång
- Bernie Leadon – gitarr, banjo, pedal steel guitar, sång
- Randy Meisner – sång, basgitarr
- Don Felder – gitarr på "Already Gone" och "Good Day In Hell"
- Al Perkins – pedal steel guitar på "Ol' 55"